# Лешко III
Лешко III (Лешек, Лестек, Лестко) (пол. Leszko III; VIII век) — легендарный князь полян из династии Попелидов, один из первых основателей польской государственности.
Впервые упоминается в летописи Викентия Кадлубека (XIII век). Лешко III был сыном Лешко II.
Согласно Кадлубеку, Лешко III много и успешно воевал с римлянами, пытавшимися захватить Паннонию. Провёл три затяжные войны с Юлием Цезарем, разгромил древнеримского полководца Марка Лициния Красса. Правил Гетами, Партами (?) и «странами, лежащими за Партами» (Летопись Кадлубека), а по «Великопольской хронике» его государство простиралось на западе «до Вестфалии, Саксонии, Баварии и Тюрингии».
Побежденный Лешком, Юлий Цезарь должен был выдать свою сестру Юлию ему в жены и Баварию в качестве приданого. Юлия родила Лешко первенца, названного Попелем. Юлия получила от мужа «сербскую провинцию» и стала основательницей двух городов, названных по её имени: Юлиуш (Любуш, теперь Лебус — исторический центр региона Любушская земля) и Юлин (ныне Люблин), по «Великопольской хронике» — Волин.
Решение Цезаря вызвало недовольство римского сената и тому пришлось отозвать сестру обратно и отобрать Баварию. Это породило конфликт, в результате которого Лешко в ответ отправил Юлию в Рим. Первенец Попель же остался при отце.
После этого он взял себе нескольких жён и наложниц, которые впоследствии родили ему ещё 20 сыновей:
- Болеслава,
- Казимира,
- Владислава,
- Вратислава,
- Оддона (Оттона),
- Барвина,
- Пшибыслава,
- Пшемыслава,
- Якса,
- Земиана,
- Земовита,
- Земомысла,
- Богдала,
- Спытигнева,
- Спытимира,
- Збигнева,
- Собеслава,
- Визимира,
- Крашимира,
- Вислава.

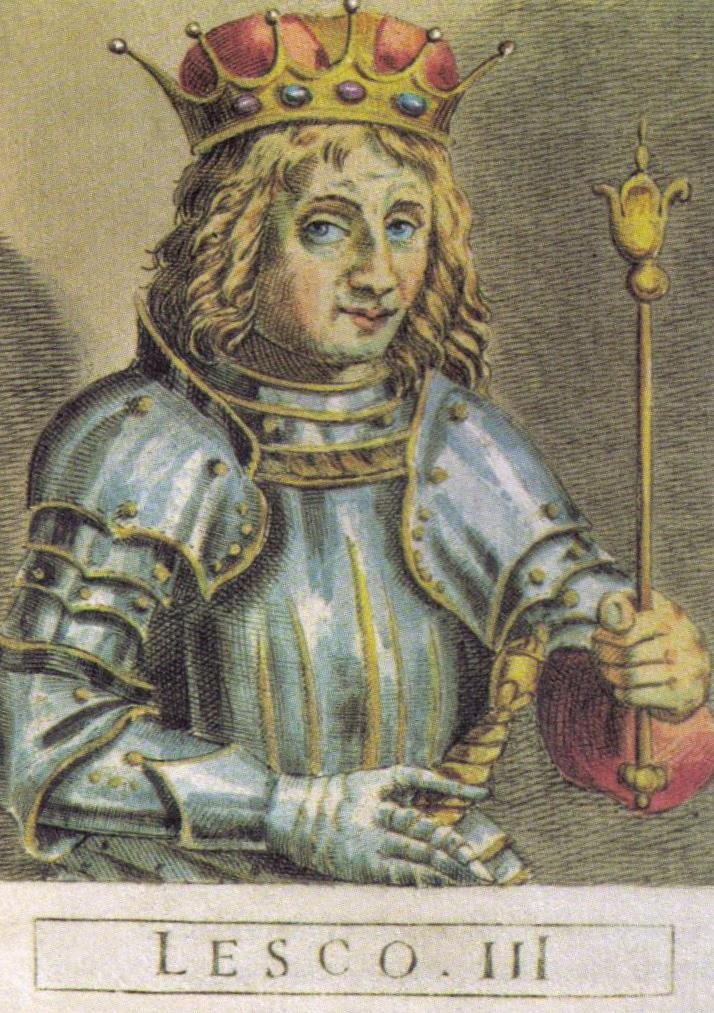
Вымышленный портрет Лешко III (XVII—XVIII вв.)

Лешко III не уступал своему отцу Лешко II ни в личностных качествах, ни в воинской доблести. Он завещал престол Попелю, а остальные земли так разделил между младшими сыновьями: Болеслав, Барвин и Богдал получили Нижнюю Померанию, Казимир и Владислав — Кашубию, Якса и Земиан — Белую Сербию (землю лужицких сербов), Вратислав — Ранию (остров Рюген), Пшибыслав, Крашимир и Оддон — Дитивонию (область на левом берегу Эльбы), Пшемыслав, Земовит и Земомысл — Згожелицию (Бранденбург). Прочие братья получили более мелкие уделы. Так Вислав основал Медзибоже (современный Магдебург либо Мерзебург), Собеслав — Даленбург, а Визимир — Визимирию (нынешний Висмар). Многие другие современные немецкие города также были основаны сыновьями Лешко III.
Понимая нестыковки в описании правления Лешко III, позднейшие хроникëры пытались привести их к большей правдоподобности. Так, Ян Длугош, историк XV века, вообще обошëл историю с Цезарем, указав, что Лешко умело правил страной и помогал Венграм в их войнах «с греками и италийцами». Мартин Бельский перенëс период правления Лешко III на времена Карла Великого.